# 森林文化学
森林文化学(しんりんぶんかがく)または文化森林学（ぶんかしんりんがく）は、森林についての人文科学。
筒井迪夫によって1976年に提唱された用語「森林文化」（用語「森林文化」の誕生の経緯（「森林文化研究」21,2000年12月号による）を森林（自然）を文化の中心にすえた文化領域と定義、ここから他の文化学と同様に芸術から宗教、経済、社会等における制度や慣習、技術などを研究する森林の持つ文化的な性格と機能に関する研究領域として発想、森林が影響する人間社会のあり方に着目していった。

## 背景
森林文化という概念を生んだ背景には、筒井迪夫が「林業經濟」1996年2月号に著した2.林業経済研究から森林文化研究へ : 林政学徒としての私の歩み(<シリーズ>戦後林業経済学の回想) にある、専門としていた林政学が「収益重視の産業政策」であることを問題視したことにあるとし、森林文化論としてのあるべき林政学を展望していた。また北村昌美は『森林と文化―シュヴァルツヴァルトの四季』（東洋経済新報社、1981年）で明治期の近代化においてドイツ林学の導入で軽視された日本文化を見直す意図も加味する森林文化視点の必要性を唱えており、こうした認識が多くの学者になされたことが大きい。北村は前掲書で「森林」は文化的存在とし、森林文化とは人間の「文化的な背景のもとに創り出される森林と森林景観、それらをめぐる国民生活」とみている。このほかには菅原聰が著書「人間にとって森林とは何か―荒廃をふせぎ再生の道を探る（講談社ブルーバックス、1989年）などで同様に、森林はつねに姿を変えている文化的創造物であるとし、森林は自然ではなく人為の影響によって成立していることを強調した。こうした視点、森林文化の文化概念に、高度に応用された芸術文化のみではなく、森林を相互作用する人々の日常の営為や思考の全体が含まれていく。
この広い枠組み設定が森林文化論の礎になっているが、森林形成の文化的解明が森林科学の前身である林学の蓄積が発揮できるテーマであることもあって、実際に森林の総合的な文化論や森林や山村の文化史がこれまで多く発表されてきた。その内容は、多岐に渡って扱われている。
森林法の保安林制度・治山などの政治性、林業（施業）・林産業（林産物）・農業などの経済性、入会・集団の慣習などの社会性、狩猟・採集・民具・農具・建築材・防災・教育・行楽などの生活技術、そして、森林観・自然観・信仰・美意識・倫理といった思想・芸術・文学・風景などの精神性まで、さらに、これらの歴史や海外との比較文化も対象とされてきている。森林文化論を支えている引用文献も多彩である。神話・伝説・童話・和歌集・農書・郷土史・小説・紀行文・映画・写真などがみられる。このことは、学術以外の著述や作品によっても森林の文化的側面は豊富に表現されてきたことを物語る。
森林文化学の研究では、森林文化の概念形成と研究内容をもとに森林文化研究の課題を検討している。
森林文化に関する著書や論説は森林科学以外の分野にも数多い。
先行研究の解釈をみると、森林文化研究は森林の政治文化、経済文化、生活文化、社会文化、精神文化などを解明する学問であるということができる。この意味からすると、直接的な政策立案型、問題解決型の学問分野ではなく、林学における人文社会的分野の原論、基礎論に位置づけられることになる。
ただし、森林文化論では、現代における森林と人間の距離間で森林と人間の関係が軽視され、これが問題とされてきた。筒井迪夫は著書「山と木と日本人」（1982年, 朝日新聞社）で山と木と人の融合という理想・価値観を掲げ、その実現を目指した文化政策研究も行われてきた。
こうして、森林文化論では、文化の形成史、将来目指す文化像、文化政策までを含めた課題設定が必要であると考えられ、森林文化論でこれまで強調されてきたのが、この森林と人間の関係で一体化、交流、共生関係の重要性である。
森林と人間の関係を主題とするならば、森林と人間がつくる文化の解明とともに、人間的要素から森林を解明することが課題となり、反対に、森林から人間を解明することも課題となる。このとき、森林を明らかにするために文化の視点は有効かどうか、また、人間を明らかにするために森林を研究することは有効かどうかが問われることに、さらに、人間と山の文化を考える関連分野（文化人類学、生態人類学、民族学、民俗学、人文地理学など）で扱われにくかった課題を森林科学において発見していくことも期待されている。 